# 오즈월드 모즐리
제6대 준남작 오즈월드 어널드 모즐리 경(Sir Oswald Ernald Mosley, 6th Baronet [ɒzwɔːld.ˈmoʊzli][*], 1896년 11월 16일 ~ 1980년 12월 3일)은 영국의 귀족이자 정치인이다. 1920년대에 국회의원으로 활동했으며, 1930년대에 영국 파시스트 연합(BUF)의 총재가 되었다.
제1차 세계 대전에 종군한 이후 모즐리는 해로 선거구를 지역구로 1918년부터 1924년까지 의원으로 재임했다. 첫 임기는 보수당 소속으로 출마했고 두 번째는 무소속이었다가 노동당에 입당했다. 이후 1926년 스메디크 선거구에 노동당 소속으로 출마하여 당선되었다. 1929년-1931년의 제2차 맥도널드 내각에서 랭커스터 공국상으로 입각했다. 하지만 내각의 실업 문제 정책에 동의하지 못해 사퇴하고 신당을 창당했다. 1931년 스메디크 의원직을 잃었다. 1932년 신당은 BUF와 합병했다.
1940년 모즐리는 체포, 수감되었고 BUF는 불법화되었다. 1943년 석방되었고, 1951년 프랑스로 가서 여생을 대부분 거기서 보냈다. 전후에도 두 차례 의원에 출마했으나 거의 미미한 지지율로 실패했다.
| 전임 오즈월드 모즐리 | 영국의 준남작(앤코츠) 1928년 - 1980년 | 후임 니콜러스 모즐리 |

## 같이 보기
- 휴스턴 스튜어트 체임벌린